# Agatha Christie
Agatha Mary Clarissa lady Mallowanová, rozená Millerová, obvykle známá jako Agatha Christie (někdy i přechýleně Christieová, 15. září 1890 Spojené království – 12. ledna 1976 Spojené království), občas používající pseudonym Mary Westmacott, byla anglická spisovatelka, autorka velmi oblíbených kriminálních a detektivních příběhů. Je označována za nejvlivnější autorku detektivní literatury ve 20. století, někdy také za nejznámější spisovatelku všech dob, popřípadě dokonce nejznámějšího spisovatele vůbec.
Jako autorka byla Agatha Christie neobyčejně produktivní a publikovala 78 detektivních románů, přibližně 150 povídek, 6 „běžných“ románů a 19 divadelních her. Její díla byla přeložena do více než stovky jazyků a prodalo se více než dvě miliardy výtisků. V počtu prodaných knih ji předstihuje jen William Shakespeare, podle jiných odhadů Shakespeara dokonce překonává.
K autorčiným nejpopulárnějším dílům, které přetvořily žánr a překvapují stále další generace čtenářů svými neočekávanými zvraty, patří především Vražda Rogera Ackroyda, Vražda v Orient expresu, Smrt na Nilu a Vraždy podle abecedy. Román A pak nezbyl žádný (Deset malých černoušků) patří mezi nejprodávanější romány v historii a hra Past na myši drží rekord nejdéle hraného představení. Do obecného kulturního povědomí vstoupily také její literární postavy, především pak dva vyšetřovatelé – Hercule Poirot a slečna Marplová. Díla Agathy Christie si získala popularitu nejen díky svým komplikovaným zápletkám a složitým zločinům, ale také důrazem na psychologii postav a na úvahy nad různorodými motivacemi lidí ve světě, bez ohledu na věk, gender či společenské postavení. Její texty jsou často označovány za nadčasové, jen málo dotčené dobovými kulturními stereotypy a předsudky, a proto přístupné i moderním čtenářům.
Jednou z příčin neutuchající popularity jsou také četné filmové a seriálové adaptace autorčiných děl, především pak filmové zpracování poirotovských příběhů s Peterem Ustinovem z 80. let, seriálová adaptace s Davidem Suchetem vysílaná v letech 1989–2013 či vysokorozpočtová a komerčně úspěšná zpracování Kennetha Branagha; oblíbené jsou také adaptace příběhů slečny Marplové, od čtyř filmů v podání Margaret Rutherfordové v 70. letech, přes zpracování s Joan Hicksonovou na přelomu 80. a 90. let až po nejmladší seriál s Geraldine McEwanovou a později Julií McKenzie v hlavní roli.

## Život
Narodila se v typické viktoriánské rodině jako nejmladší ze tří dětí. Sestra  Margaret  byla o jedenáct let starší, bratr Monty byl starší o deset let. Otec  Frederick Alvah Miller byl americký občan, ale  rodina trvale žila ve vile jménem Ashfield v Torquay v hrabství Devon. Jak bylo v té době zvykem, získala základní vzdělání od svých rodičů. Od útlého věku byla vášnivou čtenářkou. Po otcově smrti žila od jedenácti let jen se svou matkou, starší sourozenci již z domova odešli.  V roce 1902 začala navštěvovat dívčí školu v Torquay, ale bylo pro ni těžké přizpůsobit se disciplinované atmosféře. Později řekla, že otcova  smrt znamenala konec jejího dětství.
Roku 1906 odjela do Paříže studovat hudbu a zdokonalit se ve francouzštině. Zde zjistila, že má talent na zpěv a klavír, pro ostýchavost před publikem a nedostatečně silný hlas však od kariéry pěvkyně upustila. Na přelomu roku 1907–1908 strávila s matkou tři měsíce v Egyptě, kde se zapojila do společenského života. Po návratu do Británie pokračovala ve svých společenských aktivitách, psala a vystupovala v amatérských divadlech.  V 18 letech napsala svou první povídku, po níž následovaly další příběhy, z nichž většina ilustrovala její zájem o spiritismus a paranormální jevy. Po různými pseudonymy se neúspěšně pokoušela uplatnit je v  časopisech. Začala psát také první román Snow Upon the Desert čerpající z prostředí Káhiry, ale všichni vydavatelé ho odmítli. 
V roce 1912 se seznámila s důstojníkem  Archibaldem Christiem, který po vypuknutí první světové války byl vyslán do bojů ve Francii. Dne 24. prosince 1914 se vzali během jeho dovolené.  V průběhu války A. Christie pracovala jako dobrovolná sestra a asistentka lékárníka v Torquay. Zkušeností získaných během těchto let při práci s léky, často i s jedy, využila později při psaní detektivek. V září 1918 byl Archibalde Christie  převelen do Británie jako plukovník na ministerstvu letectví a manželé se usadili  v Londýně. Roku 1919 se jim narodila dcera Rosalind. Svůj první detektivní román Záhada na zámku Styles (The Mysterious Affair at Styles) napsala v roce 1916, ale vydán byl až koncem roku 1920 nakladatelstvím  Bodley Head.  V roce 1922 absolvovala s manželem desetiměsíční cestu propagující Výstavu britského impéria, během níž navštívili Jižní Afriku, Austrálii, Nový Zéland, Havaj a Kanadu.  Po návratu Agatha Christie pokračovala v psaní detektivních příběhů, které se velmi dobře prodávaly. Manželé si koupili  dům v Sunningdale v Berkshire, který přejmenovali na Styles podle sídla z prvního detektivního románu. 
Roku 1926 se po smrti své matky a kvůli manželské krizi nervově zhroutila. V té době došlo k jejímu slavnému zmizení. Po dobu jedenácti dnů byla nezvěstná a ani po jejím nalezení v hotelu v Harrogate se tento incident nikdy plně nevyjasnil.  Na motivy autorčina zmizení vznikl i film Agatha (1979) v hlavní roli s Vanesou Redgraveovou, Dustinem Hoffmanem a Timothy Daltonem. 
Roku 1928 bylo její manželství  rozvedeno, nicméně jako již zavedená autorka  netrpěla finančními problémy.
Vydala se Orient expresem  do Istanbulu a poté do  Bagdádu.  Mimo jiné navštívila i slavné archeologické vykopávky v Uru, kde se seznámila s archeologem sirem Leonardem Woolleym a jeho ženou Catherine. Při opětovné návštěvě Uru v roce 1930 poznala i  Wooleyho asistenta Maxe Mallowana,  který byl o 13 let mladší. Provázel ji po vykopávkách a po sezónním skončení prací v Uru přijel na návštěvu do jejího domu v  Devonu. V září 1930  se vzali. Jejich manželství trvalo až do  smrti  Agáthy Christie v roce 1976. Doprovázela Mallowana na jeho archeologických expedicích a její cesty s ním přispěly k pozadí několika jejích románů odehrávajících se na Blízkém východě.

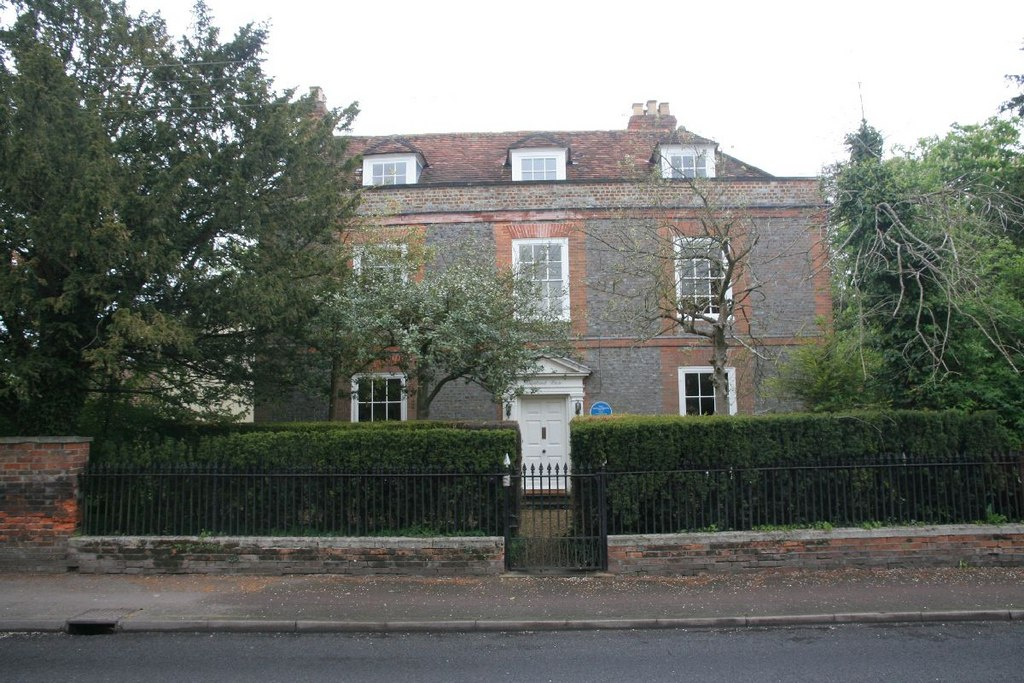
Winterbrook House

Na začátku třicátých let nastalo nejplodnější období Agathy Christie jako spisovatelky. Kromě  úspěšných detektivek vyšel v roce 1930 také její první román s romantickou zápletkou, napsaný pod pseudonymem Mary Westmacott Obrův chléb (Giant´s Bread). Od roku 1934 žila s manželem ve Winterbrook House u Wallingfordu nedaleko Oxfordu.  Letní měsíce trávili v domě Greenway Estate v Devonu, který koupili v roce 1938. 
Během druhé světové války  se A. Christie přestěhovala do Londýna a  pracovala jako dobrovolnice ve výdejně léků. V této době  napsala  dvanáct detektivek, z nichž nejznámější jsou  Mrtvá v knihovně a Pět malých prasátek.  Manžel se přihlásil jako dobrovolník ke královskému letectvu a sloužil v severní Africe. Začátkem války se její dcera Rosalind vdala za majora Huberta Pricharda. V roce 1943 se narodil jediný vnuk Agathy Christie Matthew Prichard. 
V  roce  1952  byla na divadelní scéně uvedena  původně rozhlasová hra  Past na myši (The Mousetrap), která zaznamenala obrovský úspěch a dodnes je nejdéle nepřetržitě hranou inscenací. 

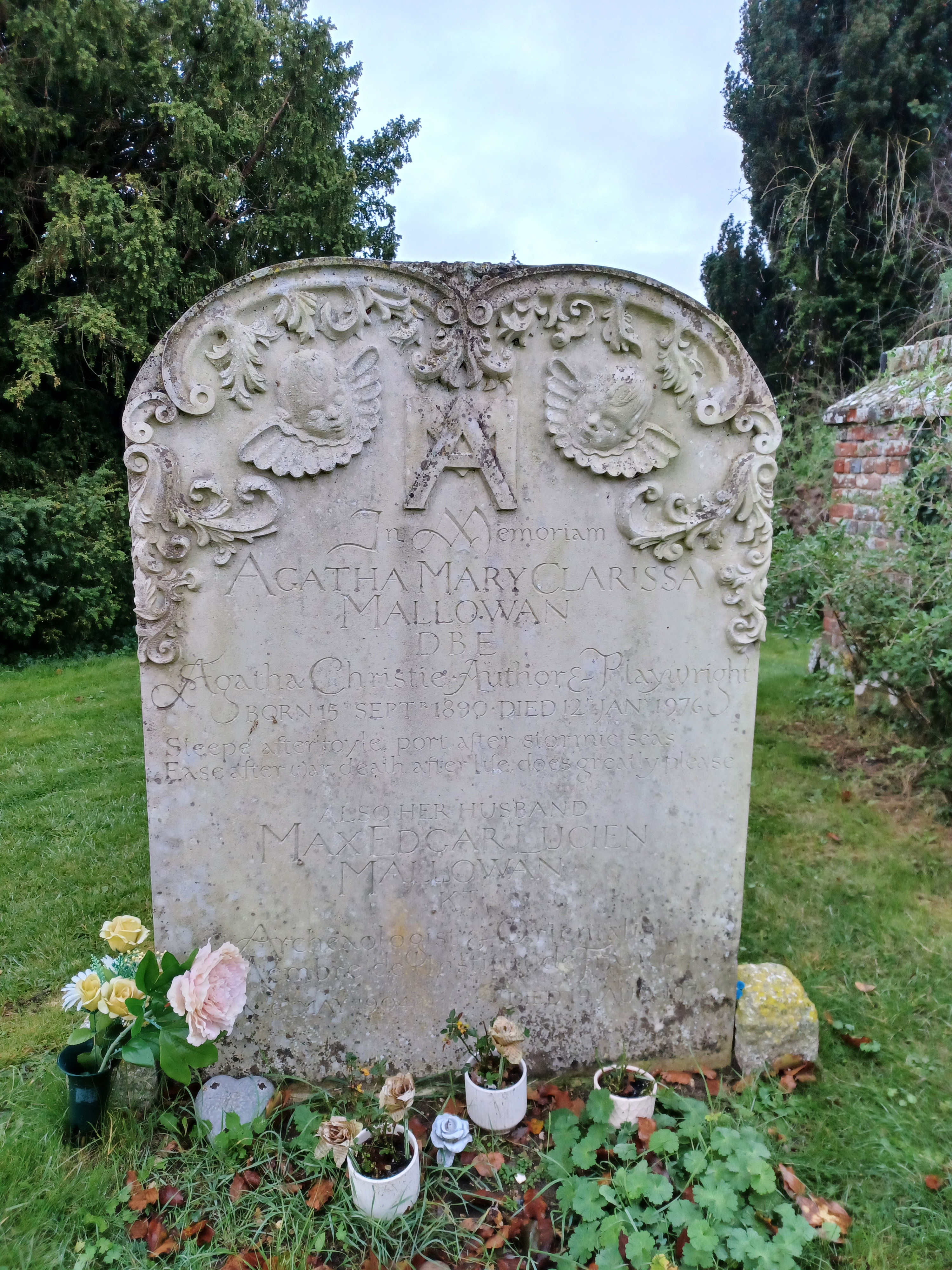
hrob Agathy Christie na hřbitově kostela St. Mary's Church, Cholsey, Oxfordshire, Anglie

V roce 1950 byla Christie zvolena členkou Královské literární společnosti. Stala se také prvním držitelem nejvyššího ocenění americké Asociace detektivních autorů (Mystery Writers of America). V roce 1961 jí byl udělen čestný doktorát literatury na univerzitě v Exeteru. 
V roce 1956 byla jmenována komandérkou Řádu britského impéria (CBE) a  roku 1971 jí královna Alžběta II. udělila titul rytíř-komandér (Dame Commander, DBE),  z nějž vyplývalo právo na titul dáma. Díky tomu, že byl její druhý manžel Max roku 1968 pasován na rytíře, a tak se stal sirem, mohla užívat titul lady.
V letech 1971 až 1974 se Christie začalo zhoršovat zdraví, ale pokračovala v psaní. Jejím posledním románem byl Postern of Fate z roku 1973. Spolu s manželem žili ve snaze po ústraní ve svém domě ve Wallingfordu v Oxfordshire. Její velkou zálibou bylo zahradničení. Naposledy se veřejně ukázala při premiéře filmu Vražda v Orient-expresu v roce 1974, které proběhlo za účasti královny i královské rodiny.
Agatha Christie zemřela pokojně 12. ledna 1976 ve věku 85 let ve svém domě  Winterbrook House. Byla pohřbena na nedalekém hřbitově St Mary's v Cholsey. 

### Odkaz
Během života autorky bylo jejímu dílu, i přes jeho značnou popularitu, věnováno jen málo pozornosti ze strany literární vědy. Sama Agatha Christie vnímala jako případné jen úvahy nad tím, jak její práce naplňují svou hlavní funkci, tedy pobavení čtenáře; i proto byla zaražená, když se v roce 1967 objevilo první akademické zhodnocení její tvorby, které vydal americký literární kritik Gordon Ramsey. Po autorčině smrti se nicméně začaly objevovat další a další publikace zabývající se její tvorbou z teoretického hlediska, na přelomu 70. a 80. let vydali své texty H. R. F. Keating, Robert Barnard a Charles Osborne. I přes původní neochotu zabývat se detektivkou jakožto „nízkým“ žánrem byli badatelé zaujati vlivem Agathy Christie na přetváření a formování žánru a její schopností oslovit čtenáře bez ohledu na generaci, společenskou třídu a vzdělání.

## Dílo
Agatha Christie je světově nejznámější spisovatelka detektivních příběhů a také nejlépe prodávaným autorem svého žánru. Jejích knih se prodalo již přes 2 miliardy výtisků v angličtině a 1 miliarda v dalších minimálně 103 jazykových mutacích. Často patří k nejprodávanějším autorům také v zemích mimo anglicky mluvící svět – ve Francii například v prodejnosti překonává i Émila Zolu, nejprodávanějšího domácího autora.
Christie publikovala 84 románů (z toho 78 detektivních a 6 společenských či psychologických románů), přibližně 150 povídek a 19 divadelních her. V některých dílech porušovala nepsaná pravidla o stavbě detektivního románu – Vražda Rogera Ackroyda, díky které získala již v roce 1926 značný věhlas, je známá svým překvapivým, provokativním rozuzlením. Na rozdíl od detektivních příběhů doylovského typu jsou však v textech Agathy Christie na závěr čtenáři předložena všechna fakta, z nichž bylo možné odvodit, kdo vraždu spáchal. Indicie jsou přitom „ukryty všem na očích“, a přestože forenzní analýza (otisky prstů, balistika) může být rovněž přítomna, obvykle funguje jen jako prostředek pro zúžení okruhu podezřelých, nikoliv jako hlavní důkaz. Příběhy nicméně nelze označit za čistě mechanické sbírání indicií. Roli někdy hraje také intuice nebo analogie naznačená odkazem k jinému literárnímu dílu. V pozdním románu Viděla jsem vraždu je například zločin odhalen pomocí analogie s tradičním křesťanským příběhem o zlu, nikoliv racionální dedukcí, která pak slouží pouze k potvrzení nastolených předpokladů.
Agatha Christie se prosadila rovněž jako autorka dramat. Její divadelní hra Past na myši drží rekord vůbec nejdéle hrané divadelní hry. V londýnském Ambassadors Theatre proběhla premiéra 25. listopadu 1952. Odtud se roku 1974 přesunula do nedalekého St. Martins Theatre, kde se stále hraje. V listopadu 2012, kdy hra slavila 60 let od londýnské premiéry, měla za sebou již 25 000. představení. Představení byla dočasně přerušena pouze v roce 2020 v souvislosti s pandemií covidu-19. Návštěva této hry je pro mnohé návštěvníky „přechodovým rituálem“.

### Postavy
Základní rozvržení postav poirotovských příběhů na počátku autorčiny tvorby je zřetelně inspirováno Arthurem Conanem Doylem – charakteristická je ústřední trojice, k níž patří výstřední detektiv (Hercule Poirot, Sherlock Holmes), nepříliš bystrý pomocník (kapitán Hastings, doktor Watson) a tápající  policejní vyšetřovatel (inspektor Japp, inspektor Lestrade). Sama autorka se v této oblasti k Doylově odkazu hlásila. Do žánru nicméně vnesla koncept indicií, které jsou čtenáři představovány a ze kterých posléze detektiv vyvodí řešení, aniž by se uchyloval k jiným, čtenáři nedostupným informacím; Doyle a jeho pokračovatelé naproti tomu nechají detektiva přijít s nečekaným, fantastickým řešením a teprve poté následuje jeho racionalizace. Představa, že Christie převzala rovněž způsob práce s indiciemi od Doyla (a že je tedy jeho naprostou epigonkou) je mylná. Z nemalé části patrně vychází ze zjednodušujícího zhodnocení, které v jedné ze svých knih v roce 1985 uveřejnil spisovatel Julian Symons, nástupce Christie v čele britského Klubu detektivů.
Z jejích literárních detektivů je nejslavnější Hercule Poirot. Původem belgický detektiv se poprvé objevil v Záhadě na zámku Styles, prvním autorčině vydaném díle. Je představen jako postarší, úspěšný vyšetřovatel, jejž si anglická policie značně váží. O jeho osobním životě se až na zálibu v pohodlí, belgickém původu a katolickém vyznání čtenář příliš nedozví. Je popisován jako okouzlující a vždy velmi zdvořilý muž, který ovšem někdy působí trochu komicky. Tato kombinace z Poirota rychle učinila nejoblíbenější postavu čtenářů. Sama Christie však záhy začala být detektivem frustrována a již ve 30. letech litovala, že vytvořila „takové odpudivé, bombastické, únavné stvořeníčko“. Své pocity nicméně dokázala potlačit a Poirota do svých románů obsazovala až do konce života, ačkoli v pozdějších románech někdy vystupuje jen okrajově.
Velmi populární je také slečna Marplová, která se objevila nejprve v povídce „Úterní klub“ (1928), později, počínaje Vraždou na faře (1930), se však stala vyšetřovatelkou v detektivních románech. Podobně jako Poirot je slečna Marplová postavou, kterou ostatní snadno podceňují. Inteligentní a moudrá, avšak někdy zmateně se vyjadřující stará panna žije ve smyšlené typicky anglické vesničce St. Mary Mead a často se zaobírá pozorováním každodenního života, nikoliv pouze zločinem. Spisovatelka v bystré stařence nalezla „spřízněnou duši“ a ráda vymýšlela její pronikavé postřehy týkající se vztahů ve společnosti.
Dalšími postavami jsou například manželé Tommy a Pentlička Beresfordovi nebo statistický úředník na penzi Parker Pyne. Z linie vyšetřovatelů se poněkud vymyká tajemný Harley Quin, který reprezentuje harlekýnovskou postavu nadpřirozené spravedlnosti – přestože je však nadán vyšším poznáním než běžní smrtelníci, nezasahuje do vyšetřování přímo, pouze umožňuje panu Satterthwaitovi, aby své snahy po dosažení spravedlnosti dovedl do úspěšného konce.

### Prostředí
Detektivní příběhy Agathy Christie jsou obvykle zasazeny do prostředí více či méně uzavřené společnosti – na palubu vlaku, lodě či letadla, na izolovaný ostrov, ale nejtypičtěji do venkovského sídla. Domy jsou v autorčině tvorbě dominantní lokací především ve 20., 40. a 50. letech. Toto prostředí přitom využívá oblíbené a dobře zavedené „gotické“ a romantické imaginace, která hraje významnou roli v anglické literatuře. Již od vydání románu Měsíční kámen (1868) od Wilkieho Collinse, někdy považovaného za první detektivní román, byl venkovský dům – se svým služebnictvem, rodinou a hosty, početnými místnostmi a tajnými chodbami – stabilní rekvizitou detektivních příběhů. V kontextu rozvíjejícího se literárního modernismu využívala Christie také další motivy a problémy spojené s tímto prostředím – tlak starostí o domácnost, společenská očekávání, a především rodinná dramata. Sama autorka vlastnila několik domů, přičemž některé z nich využila jako kulisy pro příběhy (nejtypičtěji patrně Greenway House v Dartmooru, jenž je ústředním místem románů Pět malých prasátek a Hra na vraždu).
Práci v lékárně zužitkovala Christie jako zdroj svých znalostí o jedech. V tomto ohledu zapadá mezi ostatní „královny zločinu“ zlaté detektivní éry – také v knihách Dorothy L Sayersové, Ngaio Marshové a Margery Allinghamové hraje jed často ústřední roli, přičemž u těchto autorek je použit jako prostředek vraždy přibližně ve třetině prací. U Christie však otravy bývají ještě četnější – statistiky ukazují, že zmínka o jedech se objevuje ve dvou třetinách jejích knih a že přibližně 40 % zavražděných postav v jejích textech sejde ze světa právě tímto způsobem. K jedům užitým v jejích příbězích patří například kyanid, arsenik, chloral, strychnin, kokain, thallium nebo nikotin.

#### Knihy
Uvedena jsou data prvního knižního vydání, některé z textů byly však již předtím vydány na pokračování časopisecky, někdy ve zkrácené podobě.
| Název                                  | Původní název                                                     | Poprvé publikováno | Česky | Vyšetřovatel                                                        | Poznámka |
| -------------------------------------- | ----------------------------------------------------------------- | ------------------ | ----- | ------------------------------------------------------------------- | --- |
| Záhada na zámku Styles                 | The Mysterious Affair at Styles                                   | říjen 1920         | 1929  | Hercule Poirot, inspektor Japp                                      | román, též Záhadná událost ve Stylesu                                                                        |
| Tajemný protivník                      | The Secret Adversary                                              | leden 1922         | 1928  | Tommy a Pentlička                                                   | román, též Tajemný odpůrce                                                                                   |
| Vražda na golfovém hřišti              | The Murder on the Links                                           | březen 1923        | 1932  | Hercule Poirot                                                      | román, též Pozvánka pro Hercula Poirota                                                                      |
| Poirotova pátrání                      | Poirot Investigates                                               | březen 1924        | 1929  | Hercule Poirot                                                      | sbírka povídek                                                                                               |
| Muž v hnědém obleku                    | The Man in the Brown Suit                                         | 22. srpen 1924     | 1927  | plukovník Race                                                      | román |
| Tajemství Chimneys                     | The Secret of Chimneys                                            | červen 1925        | 2006  | policista Battle, Eileen Brentová                                   | román |
| Vražda Rogera Ackroyda                 | The Murder of Roger Ackroyd                                       | červen 1926        | 1930  | Hercule Poirot                                                      | román, též Vražda milionáře Ackroyda                                                                         |
| Velká čtyřka                           | The Big Four                                                      | 27. ledna 1927     | 2001  | Hercule Poirot, inspektor Japp                                      | román |
| Záhada Modrého vlaku                   | The Mystery of the Blue Train                                     | 29. března 1928    | 1999  | Hercule Poirot                                                      | román |
| Záhada sedmi ciferníků                 | The Seven Dials Mystery                                           | 24. ledna 1929     | 1939  | Eileen Brentová                                                     | román |
| Zločiny pro dva                        | Partners in Crime                                                 | 1929               | 2002  | Tommy a Pentlička                                                   | sbírka povídek                                                                                               |
| Záhadný pan Quin                       | The Mysterious Mr. Quin                                           | duben 1930         | 2008  | Harley Quin, pan Satterthwaite                                      | sbírka povídek                                                                                               |
| Obrův chléb                            | Giant's Bread                                                     | duben 1930         | 2023  | není detektivní                                                     | pseudonym Mary Westmacott, román                                                                             |
| Vražda na faře                         | The Murder at the Vicarage                                        | říjen 1930         | 1991  | slečna Marplová                                                     | román |
| Sittafordská záhada                    | The Sittaford Mystery                                             | léto 1931          | 1971  | Emily Trefusisová                                                   | román, též The Murder at Hazelmoor                                                                           |
| Dům na úskalí                          | Peril at End House                                                | únor 1932          | 1932  | Hercule Poirot, inspektor Japp                                      | román |
| Třináct záhad                          | The Thirteen Problems                                             | červen 1932        | 2010  | slečna Marplová                                                     | sbírka povídek                                                                                               |
| Lord Edgware umírá                     | Lord Edgware Dies                                                 | březen 1933        | 1993  | Hercule Poirot, inspektor Japp                                      | román, též Smrt Lorda Edgwarea                                                                               |
| Smrtonoš                               | The Hound of Death and Other Stories                              | říjen 1933         | 2010  |                                                                     | sbírka povídek, nadpřirozeno                                                                                 |
| Vražda v Orient expresu                | Murder on the Orient Express                                      | 1. ledna 1934      | 1935  | Hercule Poirot                                                      | román, též Vražda ve vlaku Orient-Expres, Murder in the Calais Coach                                         |
| Nedokončený portrét                    | Unfinished Portrait                                               | březen 1934        | 2019  | není detektivní                                                     | pseudonym Mary Westmacott, román                                                                             |
| Parker Pyne zasahuje                   | Parker Pyne Investigates                                          | červen 1934        | 2004  | Parker Pyne                                                         | sbírka povídek                                                                                               |
| Záhadné zmizení lorda Listerdalea      | The Listerdale Mystery                                            | červen 1934        | 2005  |                                                                     | sbírka povídek                                                                                               |
| Proč nepožádali Evanse?                | Why Didn't They Ask Evans?                                        | září 1934          | 2000  |                                                                     | román, též The Boomerang Clue                                                                                |
| Tragédie o třech jednáních             | Three Act Tragedy                                                 | říjen 1934         | 1940  | Hercule Poirot, pan Satterthwaite                                   | román, též Nikotin, Murder in Three Acts                                                                     |
| Smrt v oblacích                        | Death in the Clouds                                               | 10. března 1935    | 1936  | Hercule Poirot, inspektor Japp                                      | román, též Death in the Air                                                                                  |
| Vraždy podle abecedy                   | The A.B.C. Murders                                                | 6. ledna 1936      | 1970  | Hercule Poirot                                                      | román, též The Alphabet Murders                                                                              |
| Vražda v Mezopotámii                   | Murder in Mesopotamia                                             | 6. července 1936   | 1969  | Hercule Poirot                                                      | román |
| Karty na stole                         | Cards on the Table                                                | 2. listopadu 1936  | 1938  | Hercule Poirot, Ariadne Oliverová, plukovník Race, policista Battle | román, též Vyložené karty                                                                                    |
| Vražda v postranní ulici               | Murder in the Mews                                                | 15. března 1937    | 2009  | Hercule Poirot                                                      | sbírka povídek                                                                                               |
| Němý svědek                            | Dumb Witness                                                      | 5. července 1937   | 1939  | Hercule Poirot                                                      | román, též Poirot Loses a Client                                                                             |
| Smrt na Nilu                           | Death on the Nile                                                 | 1. listopadu 1937  | 1985  | Hercule Poirot, plukovník Race                                      | román |
| Schůzka se smrtí                       | Appointment with Death                                            | 2. května 1938     | 1970  | Hercule Poirot                                                      | román |
| Vánoce Hercula Poirota                 | Hercule Poirot's Christmas                                        | 19. prosince 1938  | 1939  | Hercule Poirot                                                      | román, též Murder for Christmas a A Holiday for Murder                                                       |
| Vždyť je to hračka                     | Murder is Easy                                                    | 5. června 1939     | 1971  |                                                                     | román, též Easy to Kill                                                                                      |
| A pak nezbyl žádný                     | And Then There Were None                                          | 6. listopadu 1939  | 1988  |                                                                     | román, původně Deset malých černoušků, v původním britském vydání Ten Little Niggers, též Ten Little Indians |
|                                        | The Regatta Mystery                                               | 1939               |       | Hercule Poirot, slečna Marplová, Parker Pyne                        | sbírka povídek, pouze v USA, ve Velké Británii a v Česku povídky vyšly v jiných souborech                    |
| Temný cypřiš                           | Sad Cypress                                                       | březen 1940        | 1999  | Hercule Poirot                                                      | román |
| Nástrahy zubařského křesla             | One, Two, Buckle My Shoe                                          | listopad 1940      | 2001  | Hercule Poirot, inspektor Japp                                      | román, též An Overdose of Deatha The Patriotic Murders                                                       |
| Zlo pod sluncem                        | Evil Under the Sun                                                | červen 1941        | 2003  | Hercule Poirot                                                      | román |
| N či M?                                | N or M?                                                           | červen 1941        | 1967  | Tommy a Pentlička                                                   | román |
| Mrtvá v knihovně                       | The Body in the Library                                           | únor 1942          | 1972  | slečna Marplová                                                     | román |
| Pět malých prasátek                    | Five Little Pigs                                                  | květen 1942        | 1948  | Hercule Poirot                                                      | román, též Nezabila jsem!, Murder in Retrospect                                                              |
| Není kouře bez ohýnku                  | The Moving Finger                                                 | červenec 1942      | 1982  | slečna Marplová                                                     | román |
| Nultá hodina                           | Towards Zero                                                      | červen 1944        | 1970  | policista Battle                                                    | román, též Come and Be Hanged                                                                                |
| Odloučeni zjara                        | Absent in the Spring                                              | červenec 1944      | 1997  | není detektivní                                                     | román, též Já nebyl u tebe, když přicházelo jaro                                                             |
| Cyankáli v šampaňském                  | Sparkling Cyanide                                                 | únor 1945          | 1980  | plukovník Race                                                      | román, též Remembered Death                                                                                  |
| Nakonec přijde smrt                    | Death Comes as the End                                            | říjen 1944         | 1975  |                                                                     | román |
| Poslední víkend                        | The Hollow                                                        | září 1946          | 1948  | Hercule Poirot                                                      | román, též Poslední weekend, Murder After Hours                                                              |
| Pověz mi, jak žijete                   | Come, Tell Me How You Live                                        | říjen 1946         | 1977  | není detektivní                                                     | jako Agatha Christie Mallowan, román                                                                         |
| Herkulovské úkoly pro Hercula Poirota  | The Labours of Hercules                                           | červen 1947        | 1994  | Hercule Poirot                                                      | sbírka povídek                                                                                               |
| Růže a tis                             | The Rose and the Yew Tree                                         | únor 1948          | 2021  | není detektivní                                                     | pseudonym Mary Westmacott, román                                                                             |
| Na vrcholu vlny                        | Taken at the Flood                                                | březen 1948        | 1989  | Hercule Poirot                                                      | román, též Čas přílivu, There is a Tide...                                                                   |
|                                        | The Witness for the Prosecution and Other Stories                 | září 1948          |       | Hercule Poirot                                                      | sbírka povídek, Poirot v jedné povídce, nevydáno ve Velké Británii ani v Česku, povídky v jiných sbírkách    |
| Hadí doupě                             | Crooked House                                                     | březen 1949        | 1988  |                                                                     | román |
|                                        | Three Blind Mice and Other Stories                                | únor 1950          |       | Hercule Poirot, Harley Quin, pan Sattethwaithe                      | sbírka povídek, nevydáno ve Velké Británii ani v Česku, stejnojmenný český výbor obsahuje jiné povídky       |
| Oznamuje se vražda                     | A Murder is Announced                                             | červen 1950        | 1969  | slečna Marplová                                                     | román |
| Sešli se v Bagdádu                     | They Came to Baghdad                                              | 5. března 1951     | 2008  |                                                                     | román |
|                                        | The Under Dog and Other Stories                                   | září 1951          |       | Hercule Poirot                                                      | sbírka povídek, nevydáno ve Velké Británii ani v Česku, povídky vyšly v jiných souborech                     |
| Smrt staré posluhovačky                | Mrs McGinty's Dead                                                | únor 1952          | 1970  | Hercule Poirot, Ariadne Oliverová                                   | román, též Blood Will Tell                                                                                   |
| Smysluplná vražda                      | They Do It With Mirros                                            | září 1952          | 1995  | slečna Marplová                                                     | román, též Murder With Mirrors                                                                               |
| Dcera je dcera                         | A Daughter's a Daughter                                           | 24. listopadu 1952 | 2022  | není detektivní                                                     | pseudonym Mary Westmacott, román                                                                             |
| Po pohřbu                              | After the Funeral                                                 | březen 1953        | 2004  | Hercule Poirot                                                      | román, též Funerals Are Fatal                                                                                |
| Kapsa plná žita                        | Pocket Full of Rye                                                | 9. listopadu 1953  | 1981  | slečna Marplová                                                     | román |
| Cíl neznámý                            | Destination Unknown                                               | 1. listopadu 1954  | 2010  |                                                                     | román, též Místo určení neznámé, So Many Steps to Deaths                                                     |
| Zlatá brána otevřená                   | Hickory Dickory Dock                                              | 31. října 1955     | 1994  | Hercule Poirot                                                      | román, též Hickory Dickory Death                                                                             |
| Hra na vraždu                          | Dead Man's Folly                                                  | říjen 1956         | 2001  | Hercule Poirot, Ariadne Oliverová                                   | román |
| Břímě                                  | The Burden                                                        | 12. listopadu 1956 | 1996  | není detektivní                                                     | pseudonym Mary Westmacott, román                                                                             |
| Vlak z Paddingtonu                     | 4.50 from Paddington                                              | listopad 1957      | 1982  | slečna Marplová                                                     | román, též What Mrs. McGillicuddy Saw!, Murder She Said                                                      |
| Zkouška neviny                         | Ordeal by Innocence                                               | 3. listopadu 1958  | 1966  |                                                                     | román |
| Kočka mezi holuby                      | Cat Among the Pigeons                                             | 2. listopadu 1959  | 1968  | Hercule Poirot                                                      | román |
| Královský rubín                        | The Adventure of the Christmas Pudding and a Selection of Entrées | 24. října 1960     | 2015  | Hercule Poirot, slečna Marplová                                     | sbírka povídek, nevyšlo v USA                                                                                |
|                                        | Double Sin and Other Stories                                      | červenec 1961      |       | Hercule Poirot                                                      | sbírka povídek, pouze v USA, ve Velké Británii a v Česku povídky vyšly v jiných souborech                    |
| Plavý kůň                              | The Pale Horse                                                    | 6. listopadu 1961  | 1984  |                                                                     | román |
| Prasklé zrcadlo                        | The Mirror Crack'd from Side to Side                              | 12. listopadu 1962 | 1994  | slečna Marplová                                                     | román, též The Mirror Crack’d                                                                                |
| Hodiny                                 | The Clocks                                                        | 7. listopadu 1963  | 2000  | Hercule Poirot                                                      | román |
| Karibské tajemství                     | The Caribbean Mystery                                             | 16. listopadu 1964 | 1972  | slečna Marplová                                                     | román |
|                                        | Star Over Bethlehem and other stories                             | 1. listopadu 1965  |       | není detektivní                                                     | jako Agatha Christie Mallowan, sbírka poezie a povídek                                                       |
| V hotelu Bertram                       | At Bertram's Hotel                                                | 15. listopadu 1965 | 2008  | slečna Marplová                                                     | román |
| Třetí dívka                            | Third Girl                                                        | listopad 1966      | 1971  | Hercule Poirot, Ariadne Oliverová                                   | román |
| Nekonečná noc                          | Endless Night                                                     | 30. října 1967     | 1977  |                                                                     | román |
| Dům u kanálu                           | By the Pricking of My Thumbs                                      | listopad 1968      | 2001  | Tommy a Pentlička                                                   | román |
| Viděla jsem vraždu                     | Hallowe'en Party                                                  | listopad 1969      | 1993  | Hercule Poirot, Ariadne Oliverová                                   | román |
| Cestující do Frankfurtu                | Passenger to Frankfurt                                            | září 1970          | 2015  |                                                                     | román |
| Nemesis                                | Nemesis                                                           | listopad 1971      | 1982  | slečna Marplová                                                     | román |
| Sloni mají paměť                       | Elephants Can Remember                                            | listopad 1972      | 1974  | Hercule Poirot, Ariadne Oliverová                                   | román |
| Brána osudu                            | Postern of Fate                                                   | říjen 1973         | 2015  | Hercule Poirot                                                      | román |
| Rané případy Hercula Poirota           | Poirot's Early Cases                                              | září 1974          | 2007  | Hercule Poirot, inspektor Japp                                      | sbírka povídek                                                                                               |
| Opona: Poslední případ Hercula Poirota | Curtain: Poirot's Last Case                                       | říjen 1975         | 1979  | Hercule Poirot                                                      | román, napsán za druhé světové války                                                                         |
| Zapomenutá vražda                      | Sleeping Murder                                                   | říjen 1976         | 1986  | slečna Marplová                                                     | román, napsán za druhé světové války                                                                         |
| Vlastní životopis                      | An Autobiography                                                  | listopad 1977      | 1987  | není detektivní                                                     | autobiografie                                                                                                |
| Poslední případy slečny Marplové       | Miss Marple's Final Cases and Two Other Stories                   | říjen 1979         | 2014  | slečna Marplová                                                     | sbírka povídek                                                                                               |
| Potíže v zálivu Pollensa               | Problem at Pollensa Bay and Other Stories                         | listopad 1991      | 2011  | Hercule Poirot, Parker Pyne, Harley Quin, pan Satterthwaite         | sbírka povídek                                                                                               |
| Dokud světlo nepohasne                 | While the Light Lasts and Other Stories                           | 4. srpna 1997      | 2012  | Hercule Poirot                                                      | sbírka povídek, Poirot ve dvou povídkách                                                                     |
| Velká výprava                          | The Grand Tour                                                    | 26. dubna 2012     | 2014  | není detektivní                                                     | soubor dopisů a fotografií                                                                                   |

#### Divadelní hry
- 1952 Past na myši (The Mousetrap)
- 1953 Svědek obžaloby (Witness for the Prosecution)

a další divadelní hry jako například Neočekávaný host nebo Deset malých černoušků

#### Spolupráce
- 1930 Trhák (The Scoop, slovensky jako Trhák; účast v příběhu, kdy každý ze šesti autorů napsal vždy dvě kapitoly)
- 1930 Za španělskou stěnou (Behind the Screen, slovensky jako Za španielskou stenou; účast v příběhu, kdy každý ze šesti autorů napsal vždy jednu kapitolu)
- 1931 Plovoucí admirál (The Floating Admiral, česky dosud nepublikováno; každý autor napsal jednu kapitolu, další autoři: G. K. Chesterton, Dorothy L. Sayersová a další členové Detektivního klubu)

## Adaptace

### Filmové a seriálové adaptace

#### Nejstarší adaptace
Kromě rozhlasových a divadelních zpracování byla většina děl Agathy Christie adaptována do podoby filmové nebo seriálové produkce. První filmovou adaptací autorčina textu byl v roce 1928 film The Passing of Mr. Quin, odkazující k jedné povídek ze souboru Záhadný pan Quin. S původním dílem však mělo toto zpracování jen málo společného. V roce 1929 se objevilo německé zpracování thrilleru Tajemný protivník pod názvem Dobrodruzi, spol. s r. o.. Austin Trevor ztvárnil Hercula Poirota na začátku 30. let hned ve třech filmech – Alibi (1931), Černá káva (1931) a Smrt lorda Edgwarea (1934). V raném období nicméně převládalo spíše televizní vysílání divadelních zpracování děl; k výjimkám patřil Případ zmizelé dámy (1950), v níž se objevil jako herec Ronald Reagan, Sešli se v Bagdádu (1952) nebo Svědek obžaloby (1957) s Marlene Dietrichovou.
K přelomu došlo v roce 1960, kdy Agatha Christie uzavřela smlouvu se studiem MGM. Nové podmínky daly mezi lety 1961 a 1964 vzniknout čtyřem filmům o slečně Marplové, v hlavní roli s Margaret Rutherfordovou. Adaptace nicméně kladly největší důraz na komediální aspekty – Jane Marplová stojí v každé scéně v centru pozornosti, je fyzicky aktivní a škodolibě rozsévá chaos. Čtvrtý film, Murder Ahoy, nebyl založen na žádné z knih a autorčina nespokojenost rostla. V pátém filmu studia, Vraždách podle abecedy, se pak v podobně odlehčené roli představil jako Poirot Tony Randall. J. C. Bernthal o filmu poznamenal, že „začíná scénou Poirota a Hastingse v sauně a dál to není lepší“. Sama Agatha Christie v reakci na filmy nechala v podtitulu své příští knihy o slečně Marplové (Karibské tajemství) vytisknout poznámku, že román „obsahuje původní postavu“.
Vážnější a původnímu románu věrnější adaptace přišla v roce 1974, kdy vznikl film Sidneyho Lumeta Vražda v Orient expresu (1974), s Albertem Finneym v hlavní roli a obsazený i dalšími hvězdami, například Ingrid Bergmanovou. Výhodou pro snímek byla také absence cenzorských zásahů – vzhledem ke zrušení hollywoodského produkčního kodexu na konci 60. let bylo možné zachovat původní zakončení díla, které by dříve bylo na plátnech kin nepřípustné.

#### Adaptace v 80. letech
K dalším posunům došlo v 80. letech, když se také ve Velké Británii rozšířila takzvaná quality TV, tedy televizní produkce zaměřená na užší skupiny diváků a využívající větších rozpočtů a komplexnějšího vyprávění. To umožnilo natočení několika christieovských televizních filmů a seriálů. Objevily se filmy Vždyť je to hračka (1982) a Cyankáli v šampaňském (1983) a dva televizní příběhy slečny Marplové s Helen Hayesovou – Karibské tajemství (1983) a Smysluplná vražda (1985). V televizi se vysílal rovněž seriál Tommy a Pentlička (1983), a především série televizních zpracování případů slečny Marplové v podání Joan Hicksonové. Největší dosah měly v 80. letech filmy s Peterem Ustinovem jako Poirotem. První dva, Smrt na Nilu (1978) a Zlo pod sluncem (1982), byly vytvořeny pro kina. V průběhu 80. let pak následovala ještě trojice televizních filmů s nižším rozpočtem, v nichž Poirot své případy neřeší ve své době a místo toho je přesunut do současnosti 80. let. Tyto snímky již byly přijaty vlažněji.

#### Adaptace v 90. letech a po roce 2000
Ke kompletnímu televiznímu zpracování Poirotových příběhů došlo mezi lety 1989 až 2013, když soukromá britská televize ITV uvedla seriál Agatha Christie's Poirot (česky jako Hercule Poirot) s Davidem Suchetem v hlavní roli. Seriál je hodnocen jako velmi věrný a kromě úspěchu ve Velké Británii se prosadil jako výrazný exportní artikl a propagátor anglického prostředí coby svérázné společenské idyly. David Suchet se během dvaceti čtyř let vysílání pro mnoho diváků stal doslova zosobněním belgického detektiva.
Na počátku 21. století došlo v anglickém prostředí k pokusům o originální uchopení látky. Televize ITV nově zpracovala případy slečny Marplové, Agatha Christie's Marple (česky Slečna Marplová), který se vysílal v letech 2004 až 2013. V hlavní roli se vystřídala Geraldine McEwanová a Julia McKenzie a tvůrci se od zdrojového materiálu tentokrát odchýlili silněji. Kromě pozměněných zápletek je v adaptaci přítomna také reimaginace některých postav, mimo jiné v oblasti homosexuality – zatímco v románu Oznamuje se vražda je milostný vztah mezi dvěma ženami jen naznačen, seriál jej ukazuje explicitněji a zachycuje jejich polibek.
Režisér Kenneth Branagh oživil postavu Hercula Poirota v trojici filmů Vražda v Orient expresu (2017), Smrt na Nilu (2022) a Přízraky v Benátkách (2023), přičemž hlavní postavu si zahrál sám. Vysokorozpočtové filmy spojily klasický vizuál (první dva využívají klasický 65mm film, typický pro Hollywood 50. a 60. let) s moderními a podle některých kritiků nepřípadnými moderními postupy, jako jsou blockbusterové akční sekvence a honičky.
Publicita spojená s filmovými adaptacemi často vede k návratu čtenářů k původním dílům – například po vydání Branaghovy Vraždy v Orient expresu se román, z nějž film vychází, vrátil na žebříček bestsellerů.

#### Adaptace mimo anglofonní prostředí
Adaptace děl Agathy Christie vznikají také mimo anglofonní prostředí. Obzvláště oblíbený je v tomto ohledu román A pak nezbyl žádný (Deset malých černoušků). Z roku 1965 například pochází bollywoodská muzikálová adaptace Gumnaam. V roce 1987 byla vydána ruská verze, Deset malých černoušků (Děsjať Něgriťat), v některých scénách dokonce drsnější než ostatní verze. V roce 2004 vytvořila japonská společnost NHK animovanou verzi příběhů Hercula Poirota a slečny Marplové. Hrdinkou je zde šestnáctiletá Maybelle, která někdy tráví čas se svou pratetou Jane Marplovou, jindy se pod dohledem slečny Lemonové připravuje na kariéru Poirotovy asistentky. Doprovází ji kačer jménem Oliver.

## Český kontext
V knize Smrt v oblacích (1935) – podobně jako i v několika dalších příbězích – se zmiňuje i o Československu: „Slečna Greyová jde s dobou. Používá nejmodernější systém vynalezený jedním Čechoslovákem.“ „Opravdu? Československo musí být úžasná země. Zdá se, že všechno pochází odtamtud – boty, sklo, rukavice a teď i těsnopis. Úžasné.“
Od roku 1961 si až do své smrti dopisovala s Olgou Simonovou, učitelkou z jižních Čech, po níž dokonce pojmenovala jednu z postav v knize Viděla jsem vraždu.
První českou knihou byl román Muž v hnědém obleku, který v překladu Františka Poledny vyšel v roce 1927 ve vydavatelství Českomoravské podniky tiskařské a vydavatelské.
V České republice od roku 1997 funguje Společnost Agathy Christie.